# Casa de la Vila (Sant Hilari Sacalm)
La Casa de la Vila és una obra historicista de Sant Hilari Sacalm (Selva) inclosa a l'Inventari del Patrimoni Arquitectònic de Catalunya.

## Descripció
Edifici situat al carrer de la Rectoria.
El més destacable de l'edifici és la gran diferència d'estils que existeix entre la façana principal amb dues plantes i golfes (amb obertures laterals), i que dona al carrer de la Rectoria; i la façana posterior, amb tres plantes, i que dona a un aparcament. La coberta és a dues aigües.
La façana principal és d'estil neogòtic. Té una porta i una finestra lateral en arc apuntat i balconada amb modillons i amb balaustrada, i una glorieta central sostinguda per quatre colummnetes que flanquegen tres arc trevolats. Corona l'edifici, un escut del poble. Aquesta façana està pintada d'un color groc pàlid.
La façana posterior és més moderna, totes les obertures són en arc pla i té un balcó al primer i segon pis, el més destacable potser és el frontó, realitzat amb línies corves i a on s'indica: CASA DE LA VILA. La façana de la part posterior està arrebossada i pintada de color taronja.

## Història
Antigament era l'hospital de Sant Hilari, en substitució del que hi havia al barri “de l'Hospital”. L'ajuntament hi és des del 1893, quan va rebre el dret de poder fer ús de l'edifici.
La planta del soterrani fou durant molts anys escola. Hi havia l'aula de nens i nenes. L'ajuntament es deixà d'utilitzar com a escola l'any 38 en fer-se les escoles públiques.
Es poden trobar plànols al mateix Ajuntament.
La façana de l'edifici apareix a moltes pintures i programes de la Festa Major, i també es poden trobar fotografies a l'arxiu privat de A. Serradesanferm.